# Creatures from the Abyss
Creatures from the Abyss (Originaltitel Plankton) ist ein italienischer Horrorfilm aus dem Jahr 1994 von Al Passeri, der auch für die Produktion mitverantwortlich war.

## Handlung
Eine Gruppe von fünf Teenagern verirrt sich auf ihrem Gummiboot im Ozean. Den drei Mädchen und zwei Jungen droht große Gefahr, da sich ein großer Sturm anbahnt. Plötzlich entdecken sie eine Yacht, die mitten im Ozean liegt. Sie gehen an Bord, um Schutz vor dem Sturm zu finden. Dabei entdecken sie Alkohol und Lebensmittel. Im Laufe des Abends kommt es zu hohem Alkoholkonsum, und die Teenager kommen sich körperlich näher. Tatsächlich handelt es sich bei der Yacht um ein geheimes Labor, in dem gentechnische Experimente mit Raubfischen unter der Leitung von Prof. Clark Dewison durchgeführt wurden. Als eines der Exemplare entkam, tötete dieses die gesamte Crew. Nun macht es Jagd auf die ahnungslosen Teenager. Tatsächlich stoßen sie schon bald auf Prof. Dewison, dem einzigen Überlebenden des Forschungsteams. Dieser berichtet den jungen Menschen, dass das humane Oktopusmonstrum bereits Jagd auf sie macht.

## Hintergrund

### Produktion
Die Laiendarsteller Clay Rogers, Michael Bon, Loren DePalm und Ann Wolf haben hier laut der Internet Movie Database ihre einzigen Filmrollen inne. Das Filmbudget lag bei geschätzten 250.000 US-Dollar. Die Außenaufnahmen zeigen Miami im US-Bundesstaat Florida. Die Aufnahmen der Innenräume, die Sequenzen auf dem Boot und ein Teil der Außenaufnahmen auf dem Meer wurden im Filmstudio von Al Passeri in Rom realisiert.

### Veröffentlichung
Shriek Studio veröffentlichte Creatures from the Abyss am 31. Juli 2007 als Teil des Mutant Monsters Triple Feature zusammen mit The Dark and The Being. Am 15. Dezember 2022 erschien der Film erneut im deutschen Videoverleih. Das originale PAL-DigiBeta-Mastervideoband wurde dafür Bild für Bild auf das Full-HD-Format angepasst. Zusätzlich ist die SchleFaZ-Fassung enthalten.

## Rezeption
„Billighorror, angereichert mit Ekeleffekten und sexuell aufgeladenen Szenen. Auch Freunde des Genres werden dem läppischen Film kaum Interessantes abgewinnen.“

Fantafilm definiert den Film als „groben Fantasie-Horror [...], der zufällig aus verschiedenen Filmen der Metamorphose [...] entnommene Situationen mit den billigsten und grausamsten Spritzern im italienischen Stil würzt“.
Ein Großteil der Berichterstattung über Creatures from the Abyss konzentrierte sich auf die Produktionswerte des Films, die Schauspielerei und die Synchronisation. HorrorNews.net stellte fest, dass der Film eine schlechte Synchronisation, schwache Spezialeffekte und ein fragwürdiges Schauspiel enthielt, während auch darüber philosophiert wurde: „Ist dieser Film Ihre Zeit wert? Ich müsste ‚Ja!‘ Sagen. Ist es ein neuer Kultklassiker im Entstehen? Vielleicht. Man sieht nicht wirklich, wie Leute Kaviar auf die Leinwand werfen. Trotzdem ist es ziemlich zitierfähig und ergibt einen großartigen Partyfilm mit gleichgesinnten Freunden.“ Clive Davies schrieb eine schlechte Kritik in seinem Buch Spinegrinder: The Movies Most Critics Won't Write About, urteilte jedoch auch, dass die Stop-Motion-Effekte „ziemlich gut“ seien. Bleeding Skull bezeichnete den Film als eine Nachmache von Piranhas und schrieb, dass der Film „aussieht, als wäre er von dem Team hinter Freitag der 13. Teil VIII – Todesfalle Manhattan gedreht worden und fühlt sich an, als wäre er von Lloyd Kaufman zwischen Atomic Hero und Class of Nuke 'Em High geschrieben.“
Im Audience Score, der Publikumsbewertung auf Rotten Tomatoes, erhielt der Film bei über 100 Bewertungen eine Wertung von 20 %. In der Internet Movie Database hat der Film bei über 700 Stimmabgaben eine Wertung von 4,5 von 10,0 möglichen Sternen (Stand: 11. August 2022).
Am 30. September 2022 präsentierten Oliver Kalkofe und Peter Rütten Creatures from the Abyss auf Tele5 in der Reihe Die schlechtesten Filme aller Zeiten, besser bekannt unter dem Kürzel SchleFaZ.